# مملكة المسبعات
مملكة المسبعات هي إحدى ممالك بلاد السودان القديمة نشأت في المنطقة المعروفة حالياً بكردفان، وترجح بعض الروايات أنها كانت سائدة في الفترة ما بين القرن الخامس عشر والقرن السادس عشر الميلادي من قبل مجموعات عربية هاجرت إلى بلاد السودان واستقرت في تلك المنطقة، وكانت مدينة الأبيض هي عاصمة هذه المملكة. والمتتبع لتاريخها يجده عبارة عن سلسلة من الحروب بين أطراف ثلاثة هي سلاطين الفور والفونج وأمراء وحكام المسبعات بهدف السيطرة علي إقليم كردفان على نحو أدى إلى انعدام الاستقرار السياسي فيها.

## الموقع
كانت مملكة المسبعات الواقعة تقع في منطقة كردفان الحالية في وسط السودان في الإقليم المحيط بجبل كردفال (كردفان حالياً) الواقع جنوب شرق مدينة الأُبيَّض و على شمال سلسلة جبال النوبة في منطقة تقلي وبذلك لا يتعدى حدودها خط العرض 14,30 شمالي جبل كاجا وجبل أبو حديد.

## السكان
كانت تسكن مملكة المسبعات أو مملكة كردفان كما يطلق عليها أحياناً مجموعة من قبائل العرب الرحل بالسودان. ففي الشمال أقامت فيها قبائل الكبابيش وبني جرار ودار حامد والمعاليا والمجانين وكانوا يمارسون تربية الإبل، بينما استوطنت في الوسط قبائل الغديات والبديرية والجوامعة والشويحات والتُّمام والجِمع وقد استقر في الجزء الجنوبي منها قبائل الأحامدة والحوازمة والكواهلة وغيرهم من العرب الرُحًل الذين كانوا يمارسون تربية الأبقار إلى جانب قبائل النوبا في اقصي جنوب المنطقة. وفي القرنين الخامس عشر والسادس عشر الميلادي توافدت إلى المنطقة موجات متعاقبة من المجموعات العربية المهاجرة قادمة من الشمال الشرقي لبلاد السودان واستقرت في السهول بينما استقرت قبائل النوبا في الجبال.

## تاريخ المنطقة
وفقا لما ذكره المؤرخين الفرنسيين دي كالفان وجول دي بروفري في كتابهما مصر وتركيا في سنة 1829-1836، فقد كانت منطقة كردفان تقع تحت سيطرة مملكة الداجو وكان التُّنجر آخر الحكام الوثنيين الذين حكموها.

وبازدهار دولة الفونج قام السلطان بادي أبودقن، سلطان سلطنة سنار، بغزو مملكة تقلي الواقعة جنوب المسبعات، وترك مملكة المسبعات في الشمال تحت إشراف زعيم عرب الغديات بعد أن عينه وكيلاً له ومنحه لقب المانجل مقابل قيامه بدفع جباية سنوية لسلطنة سنار وبذلك خضعت مملكة المسبعات للسيطرة الأسمية لملوك الفونج وعاصمتهم سنار. وفي سنة 1446 م تمكن السلطان أحمد المعقور العباسي الغدياتي من بسط نفوذه على مناطق دارفور وكردفان. وبعد أن أشتد الصراع بين عرب السهول في المسبعات وسكان الجبال من النوبا، تدخل الفونج وارسلوا قوة لغزو كردفان وتم إخضاعها كلها إلى سيطرتهم الفعلية.
وبوفاة السلطان عمارة دنقس سلطان مملكة الفونج قام السلطان إبراهيم دليل سلطان دارفور بغزو المسبعات وذلك بمعاونة عرب الغديات والتُّمام ونجح في احتلال عاصمتها الأُبيِّض دون مقاومة تُذكر، إلا أن سيطرته على المسبعات لم تدم طويلا وذلك بسبب الصراع الذي نشب بين حلفائه من قبائل الغديات وقبائل التُّمام حيث سعى كل منهما إلى بسط نفوذه والانفراد بحكم المملكة. وعندما أدرك الفونج حدة الصراع سارعوا باستغلال الوضع وتدخلوا في المملكة بعد أن أفلحوا في كسب تأييد عرب الغديات واستمالتهم إلى جانب سلطنة سنار. وفي سنة 1559 م تمكنت جيوش السلطنة الزرقاء من استعادة نفوذ الفونج في مملكة المسبعات وذلك بمباركة زعماء الغديات ومساعدتهم والذين حصلوا على سلطات واسعة من جانب ملوك الفونج وممارسة السلطة في الإقليم نيابة عنهم وحصل زعيم الغديات الليسي لقب شيخ الجبال واتخذ من كازقيل القريبة من الأبيض عاصمة له. ووفقاً للمؤرخ السوداني يوسف فضل حسن فأن السلطان السناري بادي أبودقن الذي حكم ما بين 1644-1680، هو الذي أمر بغزو كردفان.

## معني الاسم وسبب التسمية
يختلف الرواة والمؤرخون في معني لفظ المسبعات الذي أُطلِق على حكام اقليم كردفان رغم أنهم يجمعون على أن سلاطين المسبعات وسلاطين الفور ينحدرون من أصل واحد، ووفقاً للمؤرخ محمد بن عمر التونسي (المتوفي في سنة 1857 م) فأن السلطان سليمان سولونق أول سلاطين الفور كان له أخ يُدعي المُسبع، وكان يحكم كردفان وومنه اشتق اسم سلالة المسبعات التي حكمت حتي عهد السلطانين هاشم المسبَّعاوي ومحمد تيراب. يقول التونسي في كتابه تشحيذ الأذهان بسيرة بلاد العرب والسودان: «حكى لي الثقة العارف بالأنساب أن السلطان سلونج المدعو سليمان، الجد الأول لسلاطين دارفور، كان له أخ يقال له: المسبع، فاقتسم هو وأخوه الإقليمين، فأخذ السلطان سليمان إقليم دارفور، وأخذ المسبع إقليم كردفال. وتعاهدا ألا يخون أحد منهما صاحبه، فبقيا كذلك، حتى زمن السلطان محمد تيراب. كان الوالي على كردفال من أولاد المسبع، السلطان هاشم المسبعاوي».

أما المؤرخ الصديق بن أحمد حضرة المحسي (المتوفي في سنة 1918م) فذكر المعنى نفسه وقال: «أما المسبعات ففي المشهور أنهم هم وسلاطين دارفور من جد واحد، قيل أن السلطان سليمان صولون الأول المتقدم الذكر لما تولى دارفور كان له أخ يدعى مسبع فتولى كردفان، وتعاهد الاثنان على أن يقنع كل منهما بملكه فلا يطمع بملك الآخر، فعاشا بسلام وأمان إلى أن توفيا ودام هذا الحال فيما بينهما إلى يوم السلطان تيراب، وكان من ذرية مسبع على كردفان في ذاك الوقت السلطان هاشم، وكان شجاعاً محباً للحروب والغزوات، فغزا السروج والعرب البادية الذين على حدود دارفور، فقتل وغنم وسبى»
ويذهب المؤرخان الفرنسيان دي كالفان ودي بروفري إلى أن السّلطان إبراهيم دليل أو دالي كما يطلق عليه في روايات أخرى (ماكمايكل وناختيجال) هو ابن السّلطان أحمد المعقور سلطان الفور وانجب إبنين هما بحر زعيم المسبَّعات وصابون زعيم الكنجارة. وبوفاة السلطان إبراهيم نشبت حرب اهلية طويلة استمرت عشر سنوات بين سلاطين المسبعات وسلاطين الفور وترجع اسباب النزاع بينهم إلى التنافس الشديد بين إبني السلطان صابون محمد تمساح (تنسام) وأحمد كورو الذي هاجر مع عدد من أتباعه الكنجارة والعرب إلى كردفان، واطلق عليهم «المصبحات» لإتجاههم في هجرتهم نحو الشرق أو دار الصباح وهو الاسم الذي يطلق في غرب السودان على المناطق الواقعة في الشرق. وهكذا أصبح حكام وسلاطين كردفان يعرفون باسم المسبعات. 

## الصراع بين الفور والفونج حول كردفان
كان الصراع بين الفونج والفور للسيطرة على كردفان مستمرا وانقسمت قبائل المسبعات بين مؤيد للفونج وحليفاً لهم كالغديات الذين امتد نفوذهم إلى المناطق شرق الأبيِض وكازقيل، وخصومهم من القبائل الأخرى التي تحالفت مع الفور وسيطرت على الأقاليم الغربية لكردفان.
حاول الأمير جنقل المسبعاوي إقالة السلطان موسى بن سليمان سولونق (1660-1680م) بمساعدة عرب البديرية الذين كانوا يقطنون حول جبل السّروج. خرج جنقل وقاد جيشاً نحو الأبيِض، ولكنه هزم ولقى حتقه على يد دكين الفونجاوي، الذي خلف الليسي على زعامة الغديات. ويكتب ود ضيف الله (في كتابه المعروف بطبقات ود ضيف الله) قائلا: «إن جنقل قدم من الكاب (الكابة الحالية) جنوب الأبيض، في 1000 جواد لقتال دكين الفونجاوي، لكن الفقيه محمد جودة نهاه عن قتالهم بقوله " لا تقاتل لفونج في ديارهم أن قاتلتهم، الله والرسول معهم، وانا معهم». فاغتاظ جنقل وقتل الفقيه.
أدى مقتل جنقل إلى تأمين مصالح الفونج في كردفان التي ظلت تابعة لهم لفترة طويلة دون أي تدخل خارجي. وفي حوالي سنة 1700 م قام السلطان موسى بن سليمان بن سولونق بغزو كردفان وفرّ أمراء المسبعات إلى سنار التي كان يحكمها وقتذاك السلطان بادي أبوشلوخ (1734-1762م) وكان من بينهم الأمير خميس بن جنقل حشد الفونج جيشاً كبيراً لإستعادة كردفان من مُلك الفور بمساعدة الوزير محمد ولد تومة ومحمد أبولكيلك والمانجل الشيخ عبد الله رأس تيره وأخوه الأرباب شمام ود عجيب. التقى جيش الفونج مع جيش الفور في كردفان ودارت بينهم معركة حامية الوطيس في منطقة قحيف بالقرب من التيارة الواقعة شمال شرق كردفان، في سنة 1747 أو 1751 م في رواية أخرى. ويتفق كل من المؤرخين دي كادلفان ودي بروفري مع مخطوطة للعبداللاب في أن جيش الفور قد تقهقر إلى الوراء في بادئ الأمر ولكنه سرعان ما استجمع قوته وأوقع هزيمة على الفونج، ثم التقى الجيشان مرة أخرى في معكرة شمقتا في المنطقة الغربية من كردفان حيث انهزم جيش الفونج للمرة الثانية وغادرت فلوله المنطقة يصحبها اثنان من أبناء زعيم الغديات وهما علي الكرار والنور شمّة، وبذلك انفرد عيساوي بالسلطة في ذلك الإقليم يعاونه الأمير الفوراوي سليمان بن أحمد بكر، وحاول عيساوي التخلص من نفوذ الفور وذلك بتحريض مساعده على التمرد على سلطان الفور عمر محمد دورة ولكن تلك المحاولات انتهت بهزيمة الأمير سليمان ومقتله في سنة 1751 م وبمقتل سلطان الفور في حربه ضد سلطنة وداي ونشوب صراع بين أبنائه على السلطة حاول عيساوي التحرر من نفوذ الفور مرة أخرى لكن محاولته الثانية والأخيرة انتهت بمقتله. وفي سنة 1755 م قام الفور بتنصيب الأمير هاشم سلطاناً على كردفان. والذي حارب الغديات وقتل زعيمهم عبد الله جدي بن بلولة في منطقة ملبس الواقعة جنوب الأبيض. لكن الفونج حلفاء الغديات كانوا له بالمرصاد فتوجه الشيخ رجب بن محمد في سنة 1780 م على رأس جيش جرار إلى كردفان للتّخلص من حكم المُسبّعات، فانسحب السلطان هاشم من وجه تقدم جيشه. وظل رجب يسيطر على شرق كردفان حتى سنة 1786 م حينما قرر أن يعود إلى سنار للتصدي لبعض الأحداث السياسية التي وقعت فيها. فسنحت الفرصة للمسبعاوي الذي عاد واستولى على عاصمة المسبعات الأبيض.

## احتلال الفور لكردفان والغزو التركي
شهدت كردفان فترة من الهدوء بعض أن انشغل الفزنج بمشاكلهم الداخلية في الفترة الممتدة ما بين 1772-1786م ووطد هاشم سلطته فيها فقام بشن حملات عسكرية على جبال النوبا في جنوب كردفان للحصول على الرقيق وعلى عرب البادية بقصد السبي منهم، وتوفر لديه الكثير من المال والقوة. يقول التونسي «صار عنده من العبيد ما ينوف عن 10000 غير حاملي السلاح، واجتمعت الناس عليه من الشايقية والدناقلة والكبابيش وعرب الرزيقات حتى صار في جند كثيف».
شعر السلطان هاشم بتزايد قوته المادية والبشرية وأدرك انشغال الفونج بمشاكلهم الداخلية وتراجع أطماع ملوك الفور على مملكته فبدأ يناوش مملكة الفور من جهة حدودها الشرقية فكتب له السلطان محمد تيراب يرجوه الكف عن إرسال سراياه إلى دار فور وسلب أموال المسلمين فيها لكن هاشم تجاهل دعوة السلطان تيراب وفسرها بأنها مؤشر ضعف فاستمر بمناواشاته حتى خرج له السلطان تيراب بجيش كبير لملاقاته وتلقينه الدرس لكن هاشم المُسبَعاوي آثر الانسحاب على الملاقاة وفر هو وعائلته وبعض أتباعه شمالاً إلى دنقلا فدانت كردفان مرة أخرى لحكم سلاطين الفور المباشر.
غادر هاشم دنقلا وتقرّب مرة أخرى إلى سلاطين السلطنة الزرقاء في سنار وأخذ يعد الخطط في كردفان ويقيم التحالفات مع ملوك وحكام المناطق الأخرى المحيطة بكردفان بغية استرداد ملكه فاتصل بملك الشايقية صبير ونمت بينهما علاقة عائلية حتى تزوج السلطان هاشم بإبنة الملك صبير كما اتصل بملك السعداب بشندي في محاولة لتوسيع دائرة صداقاته وتحالفاته. وفي سنة 1896 م، قرر العودة إلى كردفان لكن السلطان عبد الرحمن الرّشيد حاكم بارا الكردفانية، كلّف المقدوم مسلم بتعقبه والقبض عليه فعاد السّلطان هاشم أدراجه إلى سنار.

## حكم الأتراك العثمانيين لكردفان
أرسل محمد علي باشا خديوي مصر ووكيل الأمبراطورية العثمانية العثمانيين في مصر سنة 1821 م، جيشان إلى بلاد السودان لضمه إلى الأملاك النمصرية وسار أحد الجيشان بقيادة إبنه أسماعيل كامل باشا في اتجاه سنار عاصمة سلطنة الفونج بينما اتجه الجيش الآخر بقيادة محمد بك الدفتردار صهر محمد علي نحو كردفان.استخدم الدفتردار المراكب لحملته بعد أن فرغ إسماعيل من استخدامها وولج نحو دنقلا وأبي قيس والدبة ومنها عبر الصحراء إلى بارا ومن ثم إلى الأبيض.
كانت الرحلة إلى كردفان شاقة ومضنية للجنود لأنهم ساروا مسافة سبعة أيام متوالية في صحراء قاحلة وقبل أن يصل إلى الأبيض أرسل الدفتردار خطاباً إلى حاكمها المقدم مسلم ينصحه بالتسليم. فرد المقدوم مسلم برسالة اعتراض على هذا الاعتداء وكتب إليه يقول: «إلى حضرة دفتردار تابع باشي محمد علي، مني إليك جزيل السلام ومزيد من التحية والإكرام. أما بعد، فخطابك الذي أرسلته إلينا فهمناه، وما فيه من جهة السيال والظمأ وغير ذلك فهمناه... نحن في بلدنا مسلمين وتابعين كتاب الله وسنة رسوله صلي الله عليه وسلم بالأمر والنهي في زمان السلاطين المتقدمين. أنتم أهل بحر ونحن أهل بر. ولا نحن تحت ملككم من زمان السابق. كل سلطان يحكم رعيته بما قال الله وهو المسؤول. أما أنتم فغير مسؤولين عن حكم ديار الغير... ولا عهد الله لكم بقدوم بلادنا... أنتم غاصبين ظالمين ونحن إن متنا في ديارنا متنا مظلومين وشهداء بين يدي الله».

وصمم المقدوم على المقاومة بدلا عن التسليم، واشتبك الفريقان في واقعة دموية ببلدة بارا شمال الأبيض في أبريل / نيسان سنة 1821 وانتهت المعركة بانتصار جيش الدفتردار الذي استخدم السلاح الناري ضد رماح مقاتلي المسبعات وسيوف وفرسانهم وسقطت الأبيض عاصمة كردفان في يد الأتراك.

وبذلك انتهى حكم المسبعات ودانت كردفان للحكم التركي الذي حولها لاحقاً إلى مديرية من مديريات السودان الذي خضع لحمكمهم.